# Смішні люди!
«Смішні люди!» (рос. «Смешные люди!») — радянський художній фільм, знятий за мотивами ранніх оповідань  А. П. Чехова у 1977 році.

## Сюжет
У фільмі переплітаються сюжетні лінії і герої оповідань «Півчі», «Невидимі світу сльози», «Розмова людини з собакою», «У цирульні», «Зловмисник», «У лазні», «Товстий і тонкий», «Пішла». Глядач потрапляє на репетиції незвичайного церковного хору провінційного містечка Полторацька і знайомиться з різноманітними комічними історіями півчих із різних станів дореволюційної Росії.

## У ролях
- Євген Леонов —  Олексій Олексійович, регент хору
- Володимир Басов —  диякон Авдієсов
- Олег Басілашвілі —  слідчий Федір Акимович
- Леонід Куравльов —  Денис Григор'єв
- Валерій Золотухін —  перукар Макарушка
- Євген Перов —  Ягодов, хрещений Макарушка
- Владислав Стржельчик —  П'єр, адвокат-хабарник
- Олена Соловей —  дружина П'єра
- Віктор Сергачов —  Михайло Іванович, граф
- В'ячеслав Невинний —  Вася, приятель графа
- Юрій Волинцев —  Романсов
- Авангард Леонтьєв —  святий Кузьма
- Борис Новиков —  чиновник в хорі
- Олексій Зайцев —  Михайло, масажист в лазні
- Наталя Гундарева —  Марія Петрівна, дружина слідчого
- Борис Сморчков — Кузьма Григор'єв (немає в титрах)
- Віктор Павлов —  людина, якій відрізало ногу
- Юрій Катін-Ярцев —  чиновник, що зустрічає графа
- Альберт Філозов —  Іван Іванович, людина на фотографіях

## Знімальна група
- Сценарій і постановка —  Михайла Швейцера
- Режисер —  Софія Мількіна
- Оператор-постановник —  Михайло Агранович
- Художник-постановник —  Абрам Фрейдін
- Композитор —  Ісаак Шварц
- Звукооператор —  Ян Потоцький
- Диригент —  Емін Хачатурян